# Stekenjokk
Stekenjokk est une localité de la commune de Vilhelmina dans la province de Västerbotten, en Suède, à quelques kilomètres de la frontière avec la Norvège. Le mot jokk signifie « cours d'eau » en langues sames. L'Institut suédois de météorologie et d'hydrologie possède une station météorologique à Stekenjokk.
Entre Blåsjön et Stekenjokk court la Vildmarksvägen, l'une des routes suédoises à l'altitude la plus élevée.